# Aïn Laloui
Aïn Laloui (în arabă عين العلوى) este o comună din provincia Bouira, Algeria.
Populația comunei este de 6.738 de locuitori (2008).